# 気賀康夫
気賀 康夫（きが やすお、1937年  - ）は、日本の保険会社員、アマチュアマジシャン、囲碁著作家。

## 略歴
東京生まれ。慶応義塾大学経済学部卒業。同大学奇術愛好会三代目幹事長。まだ、同大学囲碁部に所属。
1960年、第一生命保険に入社、取締役、常務を務めた。1969年から1970年に、保険事業研究のためニューヨークに留学。
学生時代より故高木重朗に師事、1972年石田天海賞受賞。奇術関係のほか電卓、囲碁に関する著作も多い。囲碁については井口貝石のペンネームを用いた。
東京アマチュアマジシャンズクラブ会員。

## 著書

### 気賀康夫名義
- 気賀康夫作品集 : 第五回石田天海賞受賞記念 気賀康夫 著 石田天海賞委員会 1973
- 電卓に強くなる : すぐに役立つ公式と実例 気賀康夫 著 講談社 1977 (ブルー・バックス)
- 生保セールスと電卓の利用 気賀康夫 著 保険毎日新聞社 1983
- トランプマジック 気賀康夫 著 東京堂出版 1996 (奇術入門シリーズ)
- ステップアップ・カードマジック 氣賀康夫 著 東京堂出版 2005
- ビギナーズマジック : 技法のいらないやさしいマジック 氣賀康夫 著 東京堂出版 2006

### 井口貝石名義
- 囲碁の完全独習 井口貝石 著 日本文芸社 1976
- 囲碁入門これならわかる 井口貝石 著 池田書店 1982 (ウィッチ・ブックス)